# Aradi Lajos
Aradi Lajos (Kmetykó Lajos, Ľudovít Kmeťko) (Kassa, 1884. március 22. – Budapest, 1952. január 4.) olimpiai ezüstérmes magyar tornász. Testvére Kmetykó János torna-edző, testnevelő tanár.
Részt vett az 1912. évi nyári olimpiai játékokon Stockholmban. Egy torna versenyszámban indult, a csapatverseny meghatározott szereken. Ebben a számban ezüstérmes lett 15 csapattársával együtt.
Klubcsapata a Kassai AC volt.